# Агафонов, Николай Сергеевич
Николай Сергеевич Агафонов (23 августа 1944, Юдино, Татарская АССР — 19 ноября 2024) — советский футболист, тренер.

## Карьера
В 1960 году поступил в железнодорожное училище, которое окончил через два года. В 1962—1963 годах — чемпион ЦС «Трудовых Резервов» среди юношей по конькобежному многоборью. Выпускник ленинградского ЛИПТ (1964—1969) и ГОЛИФК имени Лесгафта (1971—1976). Кандидат в мастера спорта (1965).
В 1963—1964 годах выступал в классе «Б» за зеленодольский «Прогресс». В 1965 году по рекомендации Лазаря Кравеца перешёл в ленинградский «Зенит», но уже в мае оказался в местном «Спартаке» класса «Б». За клуб, переименованный в «Автомобилист», выступал и в следующем сезоне. 1967 год начал во вновь созданной команде «Большевик», в середине сезона перешёл в «Зенит», за который провёл 5 игр в чемпионате СССР. В следующем году не сыграл за команду ни одного матча. 1969 год провёл в клубе класса «Б» «Лениногорце», после чего вернулся в Ленинград, где играл на первенстве города в командах «Ленгаз» и «Сокол».
В 1973—1976 годах — тренер ленинградской «Звезды», в 1978—1979 — СК ЛОМО (подготовительная группа СДЮШОР «Зенит»), в 1980—2000 — руководитель физического воспитания в ПТУ-137.
Умер 19 ноября 2024 года после тяжёлой болезни в возрасте 80 лет.